# Naso lituratus
O unicórnio-de-espigão-laranja ou cirurgião-unicórnio (Naso lituratus) é um peixe do gênero Naso. Esta espécie não possui um espigão típico dos peixes-unicórnios mas sim um ligeiro alto na fronte sendo sim considerado um peixe-cirurgião. Possui cores mais vivas que nos outros peixes-unicórnios.